# ムーニーヴァレー競馬場
ムーニーヴァレー競馬場(Moonee Valley Racecourse)は、オーストラリア・ヴィクトリア州メルボルン郊外のムーニーヴァレー市域にある競馬場である。所有・運営はムーニーヴァレーレーシングクラブ(MVRC)。

## 概要
元は農場であった土地に、MVRC初代総裁のウィリアム・サミュエル・コックスらが競馬場として新設したのが始まり。1883年9月15日に初の開催を行い、以降今日まで続いている。
ムーニーヴァレー競馬場はメルボルンの競馬場としては最も規模が小さいものの、大きな競走の舞台としてよく知られている。特にコックスプレートを行う競馬場として、世界的にも注目を集めている。

## コース
外周の芝コース1周が1805メートル。コースはやや縦長の長方形になっており、その形状から最後の直線が173メートルと非常に短くなっている。これはオーストラリアの競馬場としては最短で、先行馬が有利になりやすいとされている。また、内周は1周965メートルの繋駕速歩競走用コースとなっている。

### 改修工事
メインスタンドを現在の3～4コーナー間の直線へ移すなどの改修工事が発表された。コースは一周1700メートル、幅27メートル、最後の直線は317メートルとなる。

工事は2025年11月1日（コックスプレートの終了後）から2027年までの予定。なお、2026年のコックスプレートは他場（未決定）で代替開催される。

## 主な競走
| グループ | 競走名                             | 馬齢  | 性別 | 斤量 | 距離(m) | 開催時期 |
| 1        | マニカトステークス                 | 3歳上 | 不問 | 馬齢 | 1200    | 9月      |
| 1        | コックスプレート                   | 3歳上 | 不問 | 馬齢 | 2040    | 10月     |
| 1        | ウィリアム・レイドステークス       | 3歳上 | 不問 | 馬齢 | 1200    | 3月      |
| 1        | ジ・オールスターマイル（持ち回り） | 3歳上 | Open | 定量 | 1600    | 3月      |